# 内田一奈
内田 一奈（うちだ かずな、1月10日 - ）は、日本の漫画家。大阪府出身。血液型はO型。内田一菜名義でも活動を行っている。BLや海外ロマンス小説のコミカライズやオカルト作品などを手掛ける。代表作は『ナーシサス・ブラック』、『ぼくはこのまま帰らない』など。

## 来歴
小学生時代、初めて漫画を執筆。内容は「友人たちをモデルに彼女らが大人になって世界各国のイケメンと恋をする」というロマンス系統の作品であった。16歳の時に初投稿した漫画が少女誌の漫画スクールでトップ賞を受賞。それがきっかけとなり、漫画家としてデビューを果たす。

## 主な作品
- ヒロシ君改造計画（1990年9月、主婦と生活社）
- 愛されて世紀末（1991年2月、主婦と生活社）
- ナーシサス・ブラック（1991年9月、主婦と生活社）
- INNOCENT（1992年3月、主婦と生活社）
- 熱のある夜（1992年7月、主婦と生活社）
- ぼくはこのまま帰らない（全5巻、1992年10月 - 1996年2月、主婦と生活社）
- エデンの悪戯（1993年1月、主婦と生活社）
- ライオン・ハート（1993年6月、主婦と生活社）
- 眠る薔薇（1994年2月、主婦と生活社）
- 死の接吻（全3巻、1994年5月 - 1995年1月、主婦と生活社）
- 3D-boys（全3巻、1995年10月 - 1996年2月、ソニー・マガジンズ）
- 満月がみてる（1996年6月、ソニー・マガジンズ）
- イケナイコトカイ（1997年4月 - 1997年7月、ビブロス）
- 「して。」（全4巻、1997年8月 - 1998年6月、宙出版）
- 有罪（1998年11月、ビブロス）
- 花いぬ日記（1999年1月、初田しうこ、宙出版）初田は内田の妹。
- motto!（全6巻、1999年9月 - 2002年8月、マガジン・マガジン）
- そんなの愛じゃない（1999年12月、ビブロス）
- あなたが欲しい（2000年7月、竹書房）
- 神サマも知らない（全2巻、2000年9月 - 2001年10月、ビブロス）
- 花うさ日記（2001年9月、あおば出版）
- デイドリーム（2002年10月、竹書房）
- ヌーディスト。（全4巻、2003年2月 - 2004年11月、マガジン・マガジン）
- Sweetest-tripper（2004年5月、オークラ出版）
- X-kiss（2004年9月、竹書房）
- ロマンスの達人（2007年5月、秋水社）
- Spider（2007年7月、大都社）
- 無垢な乙女の変身（原作：アンドレア・ローレンス[2]、2022年2月、ハーパーコリンズ・ジャパン）
- 大富豪に拒まれた初恋（原作：アンドレア・ローレンス[3]、2022年2月、ハーパーコリンズ・ジャパン）
- イタリア富豪の熱愛（原作：レイチェル・トーマス、2024年7月、ハーパーコリンズ・ジャパン）

### イラスト
- Garnet（1995年7月、宙出版）